# Alianza de Socialdemócratas Independientes
La Alianza de Socialdemócratas Independientes (SNSD) (en serbio: Савез независних социјалдемократа (СНСД); bosnio Savez nezavisnih socijaldemokrata) es un partido político de Bosnia y Herzegovina. Su presidente, Milorad Dodik es también el actual presidente de la entidad federada de la República Srpska.
Fue miembro de la Internacional Socialista hasta 2012, cuando el XXIV Congreso de esta organización "decidió poner término a la membresía del
SNSD".

## Historia
El SNSD es un partido que surgió del Caucus de Miembros Independientes del Parlamento, CMIP, (conocido como "el club"), que estuvo activo en la Asamblea Nacional de la República Srpska durante la guerra en Bosnia y Herzegovina desde la desintegración de Yugoslavia.
El presidente del partido, Milorad Dodik, fue elegido miembro de la Asamblea de la República Socialista de Bosnia y Herzegovina en la lista de la Unión de fuerzas reformistas de Yugoslavia, en las elecciones de 1990 en Yugoslavia. Esta Unión de Fuerzas Reformistas fue, en esencia, el único intento organizado en el momento de la transición democrática de la República Federativa Socialista de Yugoslavia, de un estado europeo moderno y democrático, multiétnico y federal. 
Poco antes de la guerra de Bosnia (en 1991), los miembros serbios del parlamento de Bosnia, establecieron un parlamento propio, la Asamblea del Pueblo Serbio de Bosnia y Herzegovina, como respuesta a la aprobación en el parlamento Bosnio (solo los croatas y los bosniacos lo aprobaron), de un referéndum de independencia de Yugoslavia. Durante los años de la guerra el CMIP fue una fuerza de oposición al SDS en la Asamblea del pueblo serbio.
En las elecciones de 1996, el CMIP se convirtió en un nuevo partido, conociéndose como el Partido de Socialdemócratas Independientes, formando una coalición con el Partido Socialista Serbio (PSSBH) y fuerzas minoritarias. En el 1997 se cooperó con el PSSBH y la Alianza Nacional Serbia (SNS) en la coalición Sloga (Unidad), consiguiendo que Dodik fuera primer ministro de la República Srpska en el período 1998-2001. Esta coalición (excluyendo al SNS) fue evolucionando hasta convertirse en la actual Alianza de Socialdemócratas Independientes, presidida por Milorad Dodik.

## Cargos ocupados por miembros del SNSD
| Miembro Serbio de la Presidencia de Bosnia y Herzegovina    | Años                |
| ----------------------------------------------------------- | ------------------- |
| Nebojša Radmanović                                          | 2006–2014           |
| Milorad Dodik                                               | 2018–2022           |
| Željka Cvijanović                                           | 2022–               |
| Presidente del Consejo de Ministros de Bosnia y Herzegovina | Años                |
| Nikola Špirić                                               | 2007–2012           |
| Zoran Tegeltija                                             | 2019–2023           |
| Presidente de la República Srpska                           | Años                |
| Milan Jelić                                                 | 2006–2007           |
| Rajko Kuzmanović                                            | 2007–2010           |
| Milorad Dodik                                               | 2010–2018           |
| Željka Cvijanović                                           | 2018–2022           |
| Milorad Dodik                                               | 2022–               |
| Primer ministro de la República Srpska                      | Años                |
| Milorad Dodik                                               | 1998–2001 2006–2010 |
| Aleksandar Džombić                                          | 2010–2013           |
| Željka Cvijanović                                           | 2013–2018           |
| Radovan Višković                                            | 2018–               |